# Jubilee (película de 1978)
Jubilee (literal "Jubileo") es un película de culto de 1978 dirigida por Derek Jarman. El título hace referencia al jubileo de la reina Isabel I de Inglaterra, que tuvo lugar un año antes. La película es una sátira distópica, fuertemente influida por el movimiento punk inglés de la década de 1970, de estructura episódica y carente de argumento.

## Reparto
Actúan en ella Jenny Runacre, Ian Charleson o Helen Wellington-Lloyd, así como un elenco de iconos punk de la época, como Jordan (celebridad punk, protegida de Malcolm McLaren), Toyah Willcox, Nell Campbell, Adam Ant, Hermine Demoriane y Wayne County. Además de las actuaciones de Wayne County y Adam and the Ants,  hacen un cameo los grupos de The Slits y Siouxsie And The Banshees. Brian Eno compuso la banda sonora.
El director filmó en los barrios más pobres de Londres, que conservaban ruinas del Blitz de la Segunda Guerra Mundial.

## Trama
La reina Isabel I de Inglaterra (Jenny Runacre) es transportada 400 años hacia el futuro con la ayuda del espíritu de Ariel (un personaje de La tempestad de Shakespeare), quien es invocado por el ocultista John Dee (Richard O'Brien). La reina llega a la Gran Bretaña desolada de 1970 y observa la decadencia social y física de la ciudad, a través de las actividades de un grupo de nihilistas conformado por Amyl Nitrate (Jordan), Bod (Jenny Runacre de nuevo, en un doble papel), Chaos (Hermine Demoriane), Crabs (Nell Campbell) y Mad (Toyah Willcox).

## Reacciones
Jarman rodó Jubilee durante 6 semanas en diferentes emplazamientos de Londres, con un presupuesto de 200,000£. Gran parte del metraje se grabó en su estudio del Támesis. La mayor parte de las escenas de exterior se grabaron en los muelles de Butler y Shad Thames, que entonces eran barrios de Londres repletos de edificios ruinosos.
La película se ganó la ira de los círculos punk británicos. La diseñadora de moda Vivienne Westwood confeccionó una camiseta sobre la que imprimió una carta abierta a Jarman, en la que denunciaba la mala imagen que había hecho del punk. La banda Siouxsie And The Banshees, que aparece en el filme, se distanció de Derek Jarman y más tarde calificó la película de "porquería hippy".
La publicación Variety calificó Jubilee como una de las películas británicas más originales, osadas y excitantes de la década. Otras publicaciones, como la influyente NME, la criticaron negativamente. Según el crítico David Pirie, la película permanece original en su concepción, y merece el título de primera película punk oficial británica.
Según Tony Peake, biógrafo de Jarman, el director era crítico con la fascinación por el fascismo del movimiento punk, y se burlaba de su estupidez y violencia. Una de las intenciones de la película era mostrar que todo el mundo es corruptible, incluso aquellos más iconoclastas. La cinta es considerada hoy en día una película de culto.